# Litoria pratti
Litoria pratti és una espècie de granota del gènere Litoria de la família dels hílids. És endèmica a la Península de Doberai , Papua Occidental, Indonèsia, on es va recollir la sèrie tipus. No hi ha registres confirmats d'aquesta espècie després que es va registrar per primera vegada, de manera que existeix molt poca informació sobre ella.
Litoria pratti porta el nom d'Anvers Edgar Pratt, un explorador que va recopilar la sèrie tipus.